# Мари-Луиз О`Мърфи
Мари-Луиз О`Мърфи (на френски: Marie-Louise O'Murphy), наричана също Мадмоазел дьо Морфиз, е метреса на Луи XV.

## Живот
Дъщеря е на Дейниъл О`Мърфи, кралски офицер от ирландски произход.
Образована, музикална, авантюристка, хуманистка, Мари-Луиз става детето метреса на Луи XV, когато е 14-годишна (1752). От връзката си с краля тя ражда дъщеря си Агата Луиза дьо Сен-Антоан дьо Сен-Андре (1754 – 1774). На следващата година след раждането, Луи XV я омъжва за Жак дьо Бофранше (1755) и прекратява връзката им, но според слуховете синът, който ражда Мари-Луиз, Луи Шарл Антоан дьо Бофранше, също е незаконно дете на краля. Синът ѝ изпъква като офицер по време на Революцията и се откроява във Вандейския метеж (1793 – 1796).
През 1759 г. Мари-Луиз се омъжва отново – този път за Франсоа Никола Льо Норман, а през 1798 г. за Луи-Филип Дюмон, депутат в Конвента, с 30 години по-млад от нея. И трите ѝ брака приключват с развод.
Мари-Луиз О`Мърфи е ухажвана и от Джакомо Казанова, който разказва за нея в своите „Мемоари“.
Тя умира в Париж на 77-годишна възраст, след като известно време прекарва в затвора по време на Революцията заради връзките си с двора.